# José Araújo
José Marcelo Januário de Araújo más conocido como Esquerdinha (Caiçara, 6 de mayo de 1972 - João Pessoa, 31 de octubre de 2018), fue un futbolista brasileño. Ocupaba la posición de lateral izquierdo.
Destacó en el Botafogo-PB, Vitória, Porto o Real Zaragoza, entre otros clubes.
Murió el 31 de octubre de 2018 de un ataque al corazón mientras jugaba un partido con sus amigos.

## Trayectoria

### Clubes
| Club          | País     | Año         |
| ------------- | -------- | ----------- |
| Botafogo-PB   | Brasil   | 1992-1993   |
| Corinthians   | Brasil   | 1994        |
| Bahia         | Brasil   | 1995        |
| Fluminense    | Brasil   | 1996        |
| Vitória       | Portugal | 1996 - 1998 |
| Porto         | Portugal | 1999-2001   |
| Real Zaragoza | España   | 2001-2002   |
| Académica     | Portugal | 2002-2003   |
| Goiás         | Brasil   | 2003        |
| Botafogo      | Brasil   | 2007        |